# 국제 우나 보체 연맹
국제 우나 보체 연맹(라틴어: Foederatio Internationalis Una Voce) 또는 줄여서 우나 보체(Una Voce)는 트리엔트 미사에 애착을 느끼는 가톨릭 평신도 국제 연맹이다.
우나 보체는 제2차 바티칸 공의회 이전 1962년판 로마 미사 경본에 따른 트리엔트 미사를 홍보하기 위해 설립되었다. 이 단체는 제2차 바티칸 공의회가 여러 언어로 미사를 드리는 것을 허용하기는 했으나 라틴어 미사를 금지한 것은 아니며, 평일 미사와 주일 미사를 계속 라틴어로 드려야 한다고 주장한다. 또한 라틴어 그레고리오 성가와 다성음악, 성미술을 홍보하기 위해 노력하고 있다. 일부 다른 전통 가톨릭 단체들과 달리 우나 보체는 로마 가톨릭교회 안에서 교황과 온전히 일치해야 하고, 트리엔트 미사와 자국어 미사가 공존해야 한다고 주장한다. 초창기 회원들 중에는 모리스 뒤뤼플레와 올리비에 메시앙 등 유명한 작곡가들도 있었다.
1964년에서 1965년까지 여러 나라에 제휴 단체가 발족되면서 국제 우나 보체 연맹이 결성되었다. 현재 20여개의 제휴 단체가 있다.
국제 우나 보체 연맹 회원들은 전통 트리엔트 미사가 초대 교회 미사와 직접적으로 연결되어 있고, 하느님의 신비와 위엄을 고스란히 전해준다는 면에 가치를 두고 있다. 그렇지만 엘리트주의와 개인 신심을 중시한다는 비판을 받기도 했다. 전통 가톨릭 성향의 신자들은 일반적으로 낙태와 피임, 혼인 문제에 있어서 정통 가톨릭의 도덕적 가르침을 지지하고 있다. 하지만 국제 우나 보체 연맹 회원들은 근본주의자로 비유되는 것을 거부한다.
국제 우나 보체 연맹은 2005년 교황 베네딕토 16세의 선출을 크게 환영했다. 베네딕토 16세는 과거에 회의장에서 바티칸이 규정한 지침에 따라 로마 미사 경본을 사용하는 것을 지지한 국제 우나 보체 연맹의 활동을 높이 평가했다. 지역 교구장의 특별한 허락이나 승인 없이도 트리엔트 미사를 자유롭게 드리는 것을 허용한다는 내용의 자의교서 교황들이 시행됨에 따라 국제 우나 보체 연맹도 크게 확산되었다.
국제 우나 보체 연맹은 아르헨티나, 오스트레일리아, 벨라루스, 벨기에, 브라질, 캐나다, 칠레, 코스타리카, 콜롬비아, 크로아티아, 쿠바, 체코, 영국, 에스토니아, 핀란드, 프랑스, 독일, 아일랜드, 인도, 이탈리아, 일본, 라트비아, 몰타, 멕시코, 네덜란드, 뉴질랜드, 나이지리아, 노르웨이, 페루, 필리핀, 폴란드, 포르투갈, 푸에르토리코, 러시아, 싱가포르, 남아프리카 공화국, 스페인, 스위스, 우크라이나, 미국 등 41개국 단체가 회원으로 가입해 있다. 2010년부터 국제 연맹은 괄목할 만한 진전을 이루었다. 국제 우나 보체 연맹은 대한민국, 덴마크, 온두라스, 헝가리, 인도네시아, 케냐, 리투아니아, 룩셈부르크, 파나마, 대만, 사라왁(보르네오), 슬로베니아 등에서도 정보와 지원 요청을 받고 있다.

## 같이 보기
- 전통주의 가톨릭